# 電車事業所前停留場
電車事業所前停留場（日语：／ Densha-jigyōsho-mae teiryūjō */?）是位於北海道札幌市中央區的札幌市交通局（札幌市電車）山鼻西線的鐵路車站。主要位於福住桑園通及白石藻岩通的十字路口北面。由於接近市電車的運行據點「電車事業所」，乘務員的交接在此站進行。

## 歷史
- 1931年（昭和6年）11月20日 - 東本願寺廟塔前站開始營業。
- 1941年（昭和16年）12月1日 - 被廢除。
- 1954年（昭和29年）8月15日 - 以廟塔前站再次開始營業。
- 1965年（昭和40年）8月1日 - 與「學藝大學前站（現在的中央圖書館前站）」合併，被廢除。
- 1968年（昭和43年）10月 - 設立南車庫（現在的電車車輛中心）。
- 1974年（昭和49年）5月1日 - 以「電車事業所前站」之名再次設置車站。

## 車站構造
車站屬於2面2線的側式月台。而往薄野方向及西4丁目方向的月台連接著行人穿越道。安全區域設置地面融雪系統及有蓋月台。此外，往西4丁目方向的月台西面的行人路設有候車室。
從車庫出庫的電車，將會在此車站南面的十字路口與駛向「中央圖書館前」的往薄野方向軌道合流。而入庫的電車將會在離開「中央圖書館前」的往西4丁目方向軌道作出分歧，並駛向車庫。

## 車站周邊
- 札幌市交通局電車事業所（電車車輛中心）
- 東本願寺北海御廟（廟塔）
- 札幌外科紀念醫院
- 平松紀念醫院
- JOTETSU 巴士．北都交通「電車事業所前」站

## 相鄰停留場
札幌市交通局（札幌市電）
山鼻西線
纜車入口（SC10）－電車事業所前（SC11）－中央圖書館前（SC12）

## 外部連結
- 札幌市交通局（日文）